# Thiaville-sur-Meurthe
Thiaville-sur-Meurthe est une commune française située dans le département de Meurthe-et-Moselle en région Grand Est.

## Géographie
Le village est situé sur les bords de la Meurthe, à proximité des grands axes routiers, notamment la  Nationale 59 (voie rapide allant de Baccarat à Sélestat). L'accès principal aux communes voisines restent la RD 590 en Lorraine et la RD 259 dans les VosgesLe village se situe à proximité de Baccarat et à la frontière vosgienne avec Raon-l'Étape de l'autre côté.
Le territoire de la commune est limitrophe de 4 communes, dont Raon-l'Étape et Sainte-Barbe se trouvent dans le département voisin des Vosges.  
|            | Bertrichamps          |                       |
| Lachapelle | Thiaville-sur-Meurthe | Raon-l'Étape (Vosges) |
|            | Sainte-Barbe (Vosges) |                       |

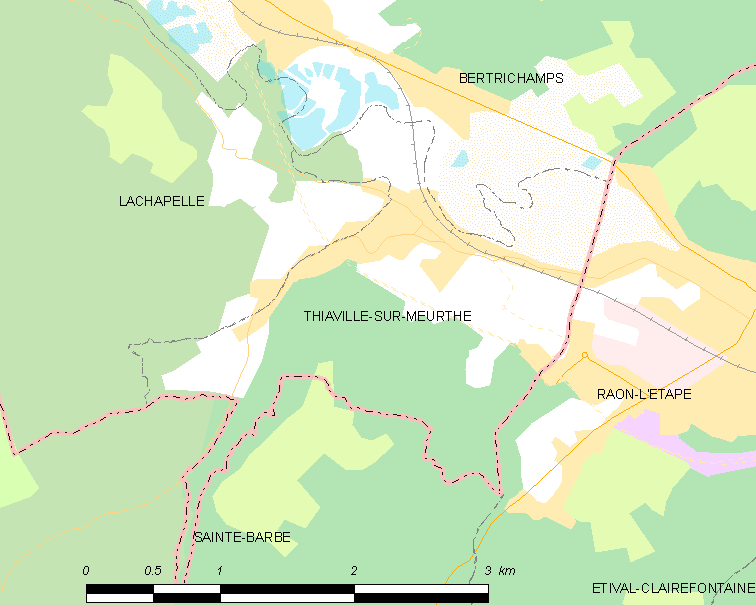
Carte de la commune.
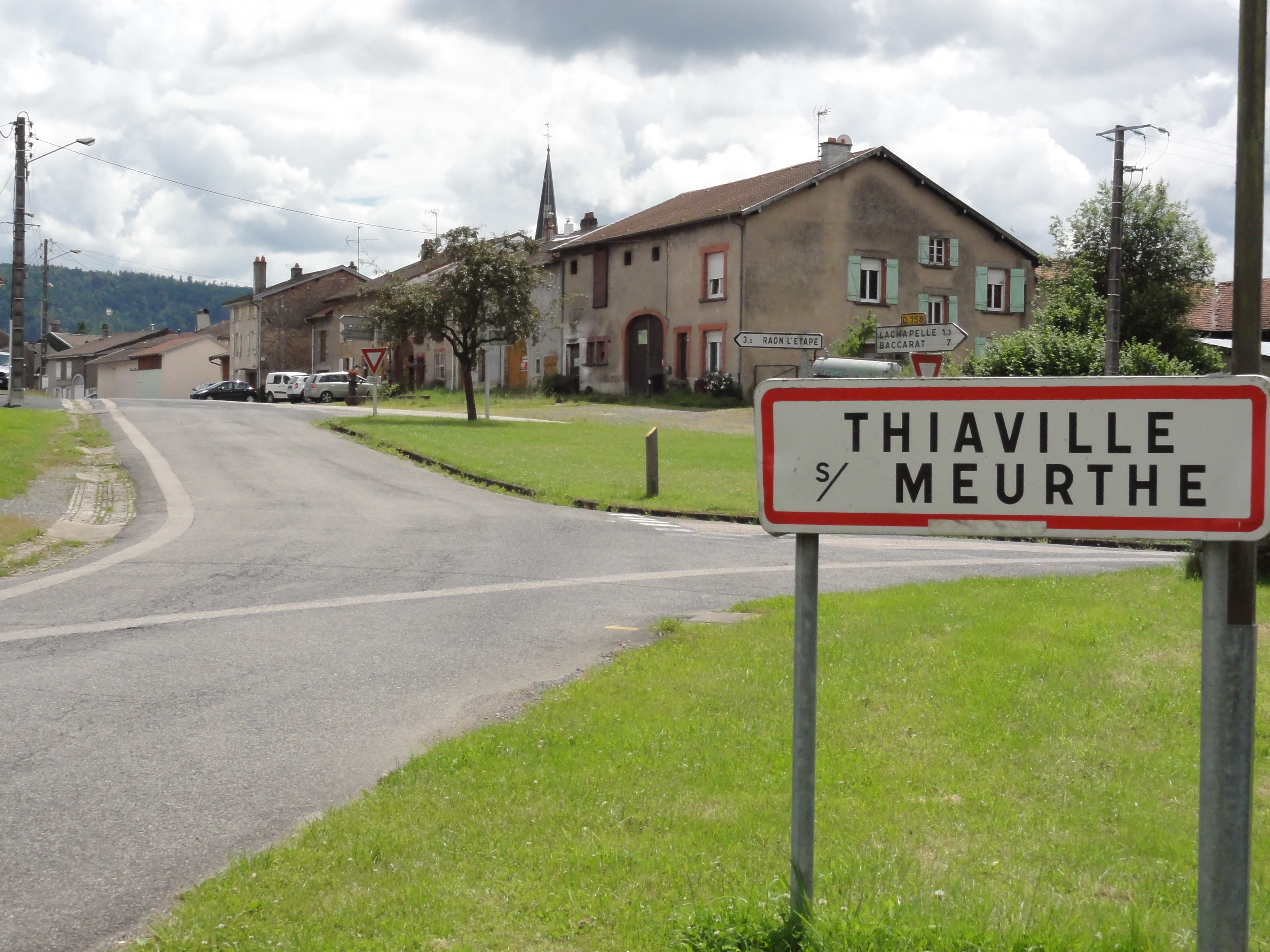
Entrée de Thiaville.
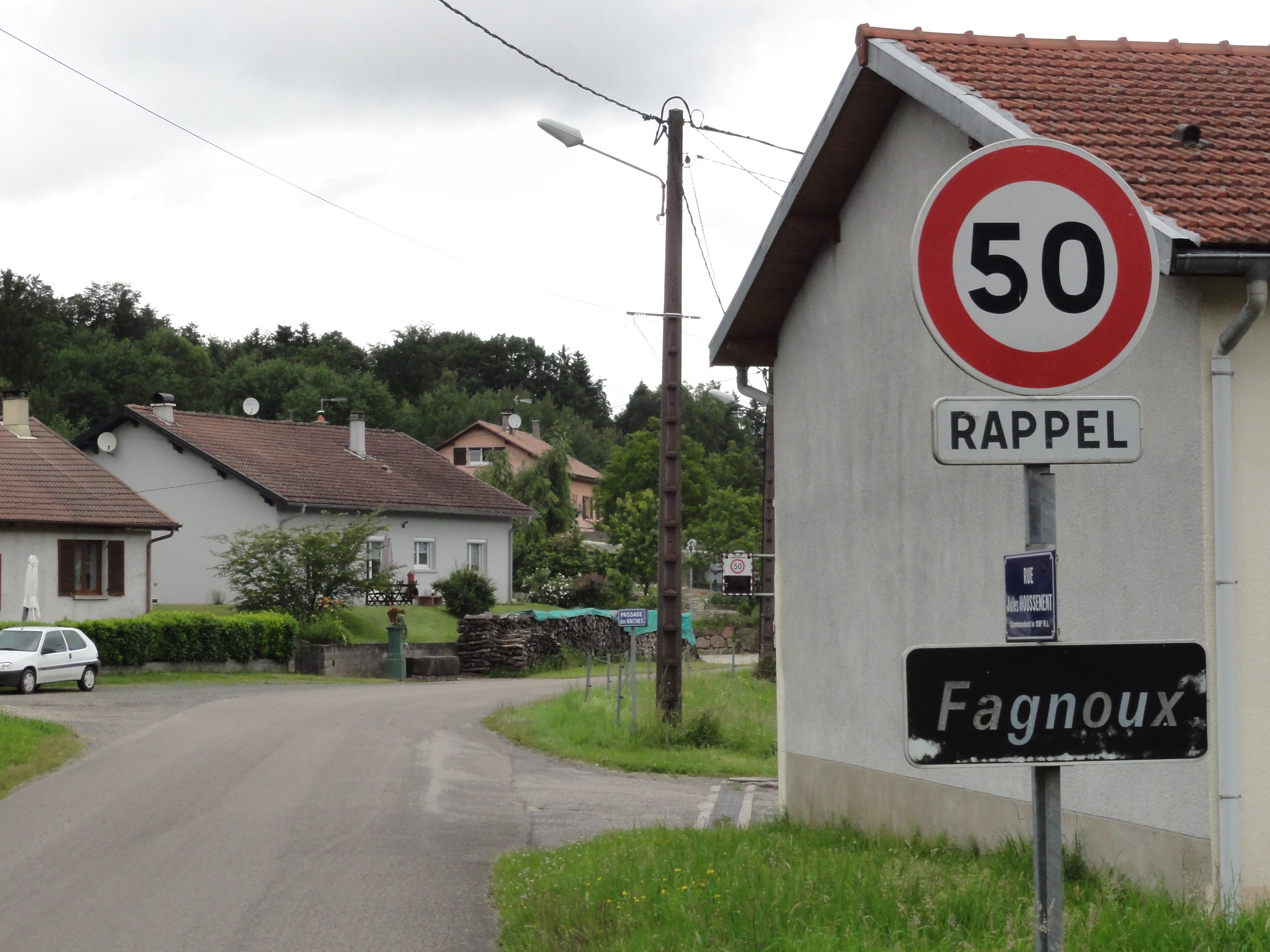
Entrée de Fagnoux.
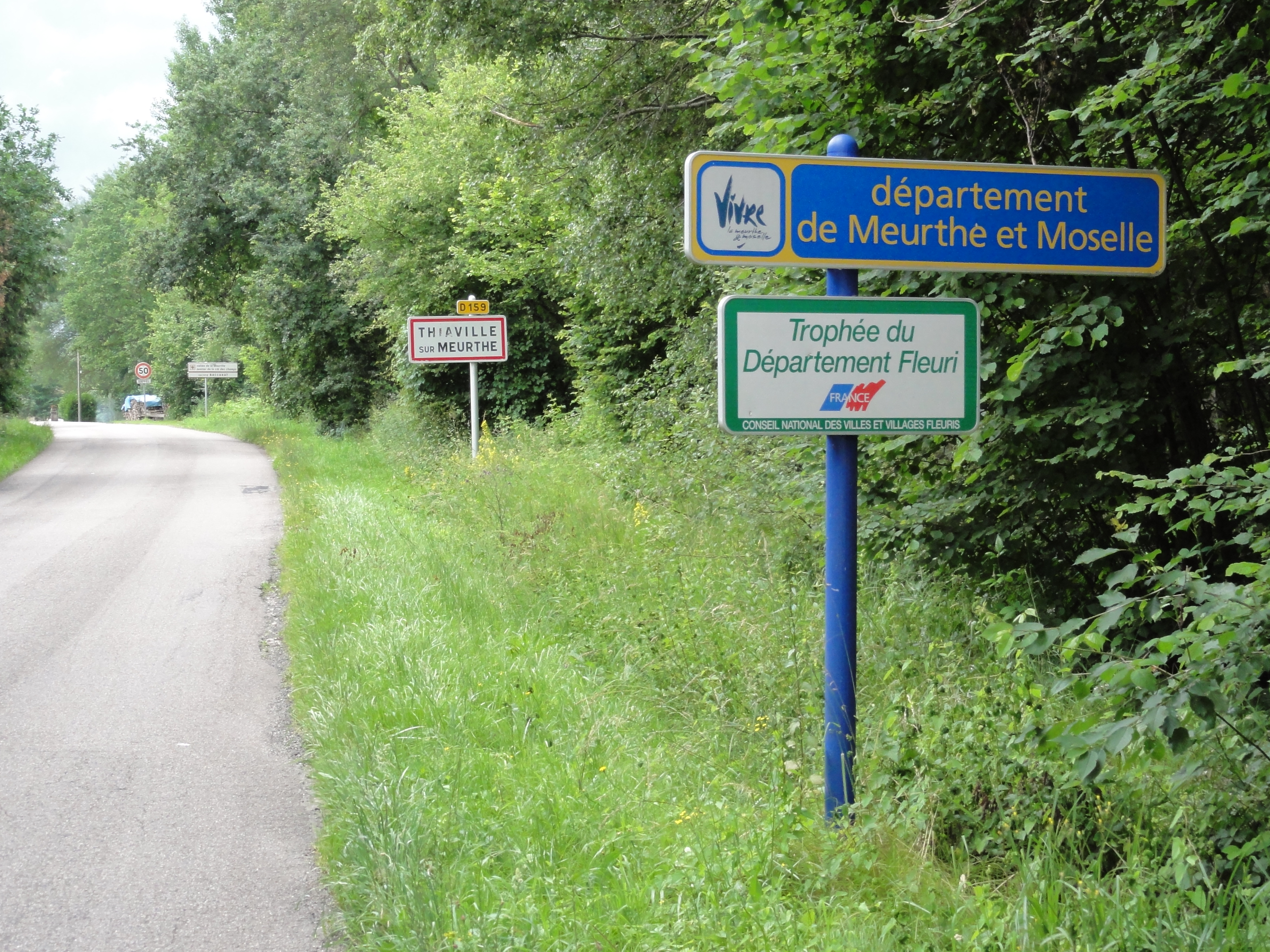
Limite département de Meurthe-et-Moselle à Thiaville.

### Hydrographie
La commune est dans le bassin versant du Rhin au sein du bassin Rhin-Meuse. Elle est drainée par la Meurthe, le ruisseau de Clairu, le ruisseau des Étangs Coltat, le ruisseau des Grands Fins et le ruisseau le Grand Faing de la Neuveville,.
La Meurthe, d'une longueur de 161 km, prend sa source dans la commune du Valtin et se jette  dans la Moselle à Pompey, après avoir traversé 53 communes. 

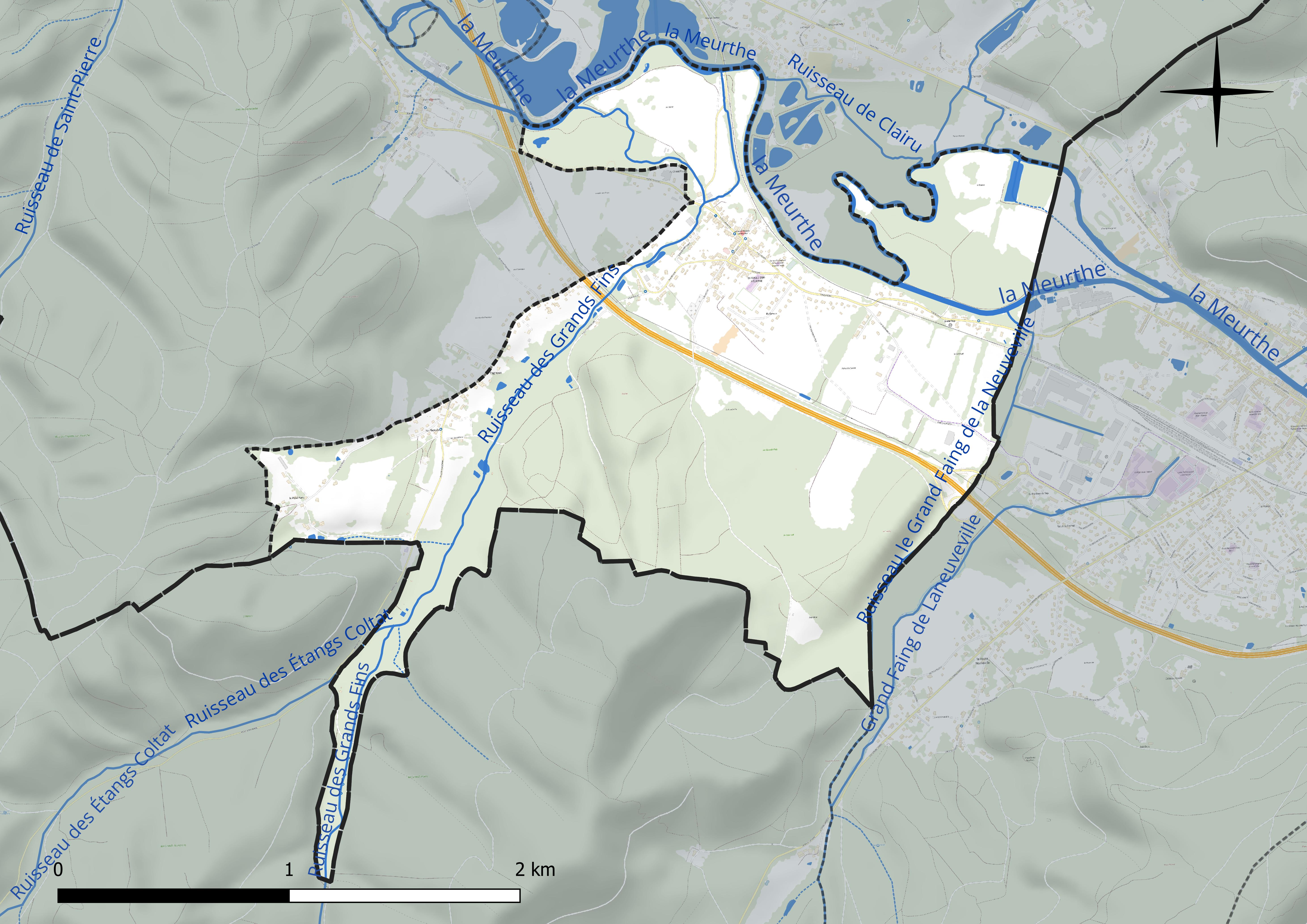
Réseau hydrographique de Thiaville-sur-Meurthe.

### Climat
Pour des articles plus généraux, voir Climat du Grand Est et Climat de Meurthe-et-Moselle.
En 2010, le climat de la commune est de type climat des marges montargnardes, selon une étude du Centre national de la recherche scientifique s'appuyant sur une série de données couvrant la période 1971-2000. En 2020, Météo-France publie une typologie des climats de la France métropolitaine dans laquelle la commune est exposée à un climat semi-continental et est dans la région climatique  Vosges, caractérisée par une pluviométrie très élevée (1 500 à 2 000 mm/an) en toutes saisons et un hiver rude (moins de 1 °C). 
Pour la période 1971-2000, la température annuelle moyenne est de 9,7 °C, avec une amplitude thermique annuelle de 16,6 °C. Le cumul annuel moyen de précipitations est de 921 mm, avec 13,2 jours de précipitations en janvier et 10 jours en juillet. Pour la période 1991-2020, la température moyenne annuelle observée sur la station météorologique de Météo-France la plus proche, « St Maurice », sur la commune de Saint-Maurice-aux-Forges à 11 km à vol d'oiseau, est de 10,5 °C et le cumul annuel moyen de précipitations est de 837,4 mm. 
La température maximale relevée sur cette station est de 39,2 °C, atteinte le 25 juillet 2019 ; la température minimale est de −19,9 °C, atteinte le 1er mars 2005,,. 
Les paramètres climatiques de la commune ont été estimés pour le milieu du siècle (2041-2070) selon différents scénarios d'émission de gaz à effet de serre à partir des nouvelles projections climatiques de référence DRIAS-2020. Ils sont consultables sur un site dédié publié par Météo-France en novembre 2022.

## Urbanisme

### Typologie
Au 1er janvier 2024, Thiaville-sur-Meurthe est catégorisée commune rurale à habitat dispersé, selon la nouvelle grille communale de densité à sept niveaux définie par l'Insee en 2022.
Elle appartient à l'unité urbaine de Raon-l'Étape, une agglomération inter-départementale regroupant trois  communes, dont elle est une commune de la banlieue,,. Par ailleurs la commune fait partie de l'aire d'attraction de Baccarat, dont elle est une commune de la couronne,. Cette aire, qui regroupe 13 communes, est catégorisée dans les aires de moins de 50 000 habitants,.

### Occupation des sols
L'occupation des sols de la commune, telle qu'elle ressort de la base de données européenne d’occupation biophysique des sols Corine Land Cover (CLC), est marquée par l'importance des forêts et milieux semi-naturels (46,2 % en 2018), en diminution par rapport à 1990 (48,7 %). La répartition détaillée en 2018 est la suivante : forêts (46,2 %), zones agricoles hétérogènes (31,8 %), zones urbanisées (15,4 %), prairies (6,5 %), eaux continentales (0,1 %). L'évolution de l’occupation des sols de la commune et de ses infrastructures peut être observée sur les différentes représentations cartographiques du territoire : la carte de Cassini (XVIIIe siècle), la carte d'état-major (1820-1866) et les cartes ou photos aériennes de l'IGN pour la période actuelle (1950 à aujourd'hui).

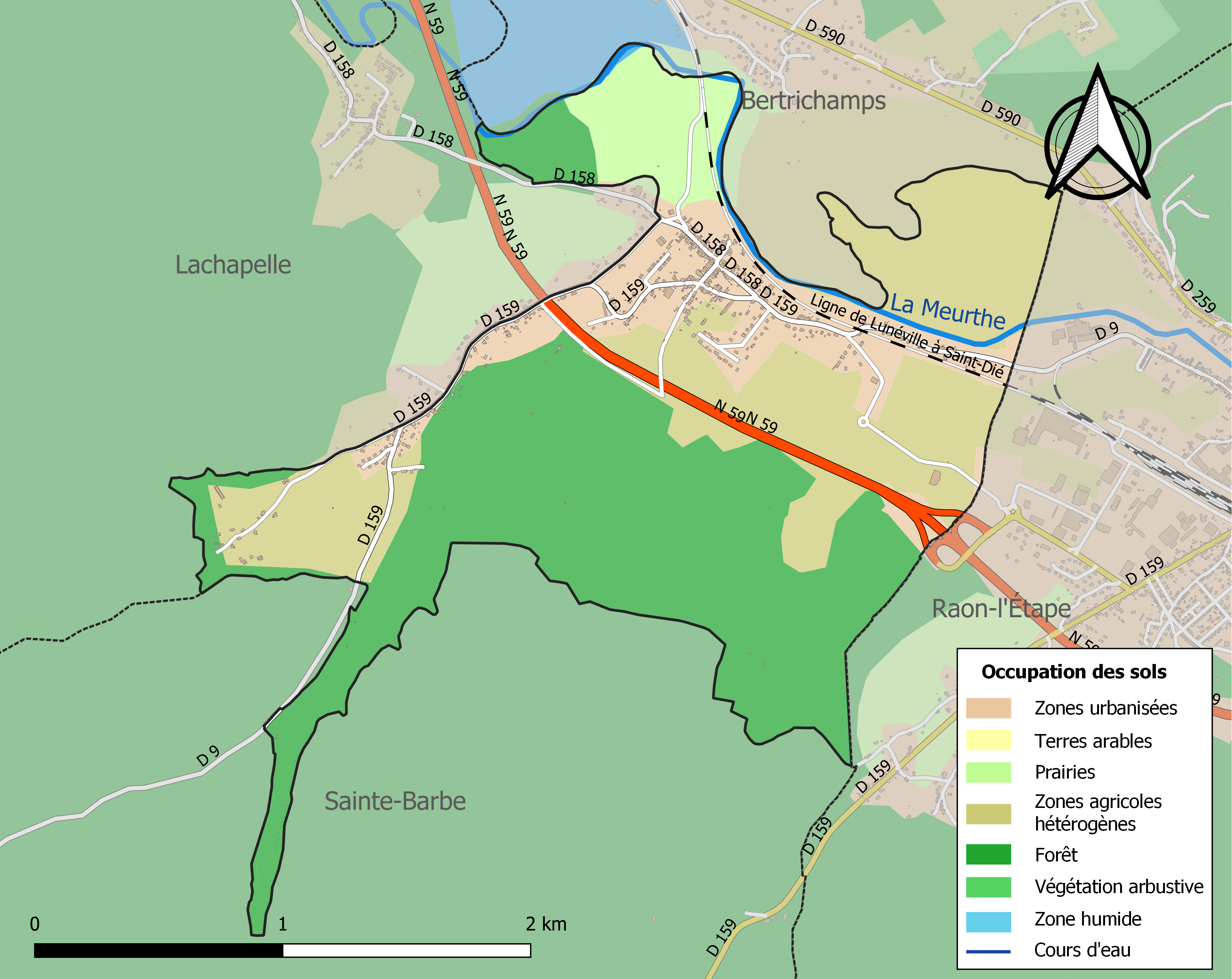
Carte des infrastructures et de l'occupation des sols de la commune en 2018 (CLC).

## Toponymie
- Thiadivilla (962), Thiavilla (1491), Thiaville (1793), Thiaville-sur-Meurthe (1926)[réf. nécessaire].

La Meurthe est un cours d'eau du Grand Est, affluent de la Moselle et sous-affluent du Rhin, qui prend sa source à la Fontaine des Voleurs, dans le département des Vosges. Elle a donné son nom au département de la Meurthe de 1790 à 1871 dont la part principale est devenue le département de Meurthe-et-Moselle, après l'annexion par l’Empire allemand d'une partie de la Lorraine.

## Histoire
- Son nom pourrait signifier "trois villes" : Thiaville, Fagnoux et Fagnouset.
- Première mention en 962.
- Existence d'une forteresse détruite en 1359 après la bataille de 1342 entre les armées du duc de Lorraine et celles de l'évêque de Metz.
- Point de départ en 1914 de la plupart des attaques françaises de la Chipotte.

## Politique et administration
| Période                                  | Période       | Identité                   | Étiquette | Qualité                                                            |
| ---------------------------------------- | ------------- | -------------------------- | --------- | ------------------------------------------------------------------ |
| Les données manquantes sont à compléter. |               |                            |           |                                                                    |
| mars 1965                                | mars 1977     | André Biétry               |           |                                                                    |
| mars 1977                                | décembre 2002 | Michel Jacquel (1938-2009) | DVD       | Retraité SNCF Conseiller général du canton de Baccarat (2001-2008) |
| janvier 2003                             | mars 2014     | Michel Georges             |           | Retraité de l'Armée de l'air                                       |
| mars 2014                                | mai 2020      | Vittore Pettovel           |           | Responsable des Ressources Humaines                                |
| mai 2020                                 | En cours      | Frédéric Thomas            |           |                                                                    |

## Population et société

### Démographie
L'évolution du nombre d'habitants est connue à travers les recensements de la population effectués dans la commune depuis 1793. Pour les communes de moins de 10 000 habitants, une enquête de recensement portant sur toute la population est réalisée tous les cinq ans, les populations de référence des années intermédiaires étant quant à elles estimées par interpolation ou extrapolation. Pour la commune, le premier recensement exhaustif entrant dans le cadre du nouveau dispositif a été réalisé en 2005.

En 2022, la commune comptait 595 habitants, en évolution de +5,31 % par rapport à 2016 (Meurthe-et-Moselle : −0,13 %, France hors Mayotte : +2,11 %).
| 1793 | 1800 | 1806 | 1821 | 1831 | 1836 | 1841 | 1846 | 1851 |
| ---- | ---- | ---- | ---- | ---- | ---- | ---- | ---- | ---- |
| 458  | 457  | 503  | 550  | 615  | 641  | 626  | 616  | 588  |

| 1856 | 1861 | 1872 | 1876 | 1881 | 1886 | 1891 | 1896 | 1901 |
| ---- | ---- | ---- | ---- | ---- | ---- | ---- | ---- | ---- |
| 570  | 576  | 546  | 530  | 586  | 594  | 614  | 593  | 555  |

| 1906 | 1911 | 1921 | 1926 | 1931 | 1936 | 1946 | 1954 | 1962 |
| ---- | ---- | ---- | ---- | ---- | ---- | ---- | ---- | ---- |
| 556  | 552  | 444  | 480  | 470  | 460  | 368  | 399  | 418  |

| 1968 | 1975 | 1982 | 1990 | 1999 | 2005 | 2006 | 2010 | 2015 |
| ---- | ---- | ---- | ---- | ---- | ---- | ---- | ---- | ---- |
| 421  | 470  | 560  | 577  | 537  | 497  | 493  | 479  | 562  |

| 2020 | 2022 | - | - | - | - | - | - | - |
| ---- | ---- | - | - | - | - | - | - | - |
| 594  | 595  | - | - | - | - | - | - | - |

## Culture locale et patrimoine

### Lieux et monuments
- Vestiges de la forteresse détruite en 1359 : aucune fouille en cours.
- Église Saint-Joseph XIXe.
- Monument aux morts.
- Mémorial de Pierre Pierron fusillé.
- Plusieurs fontaines.

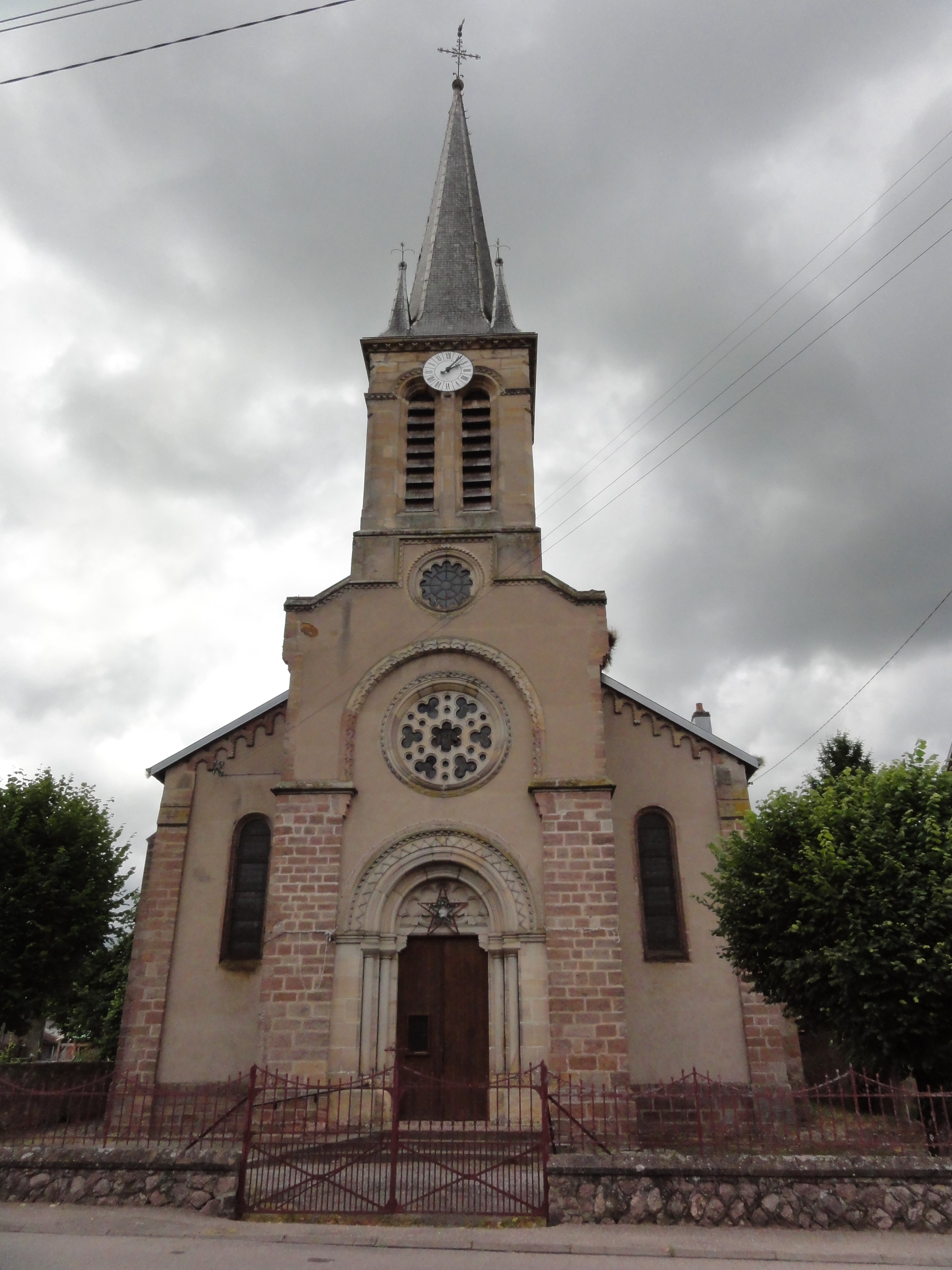
Église Saint-Joseph.
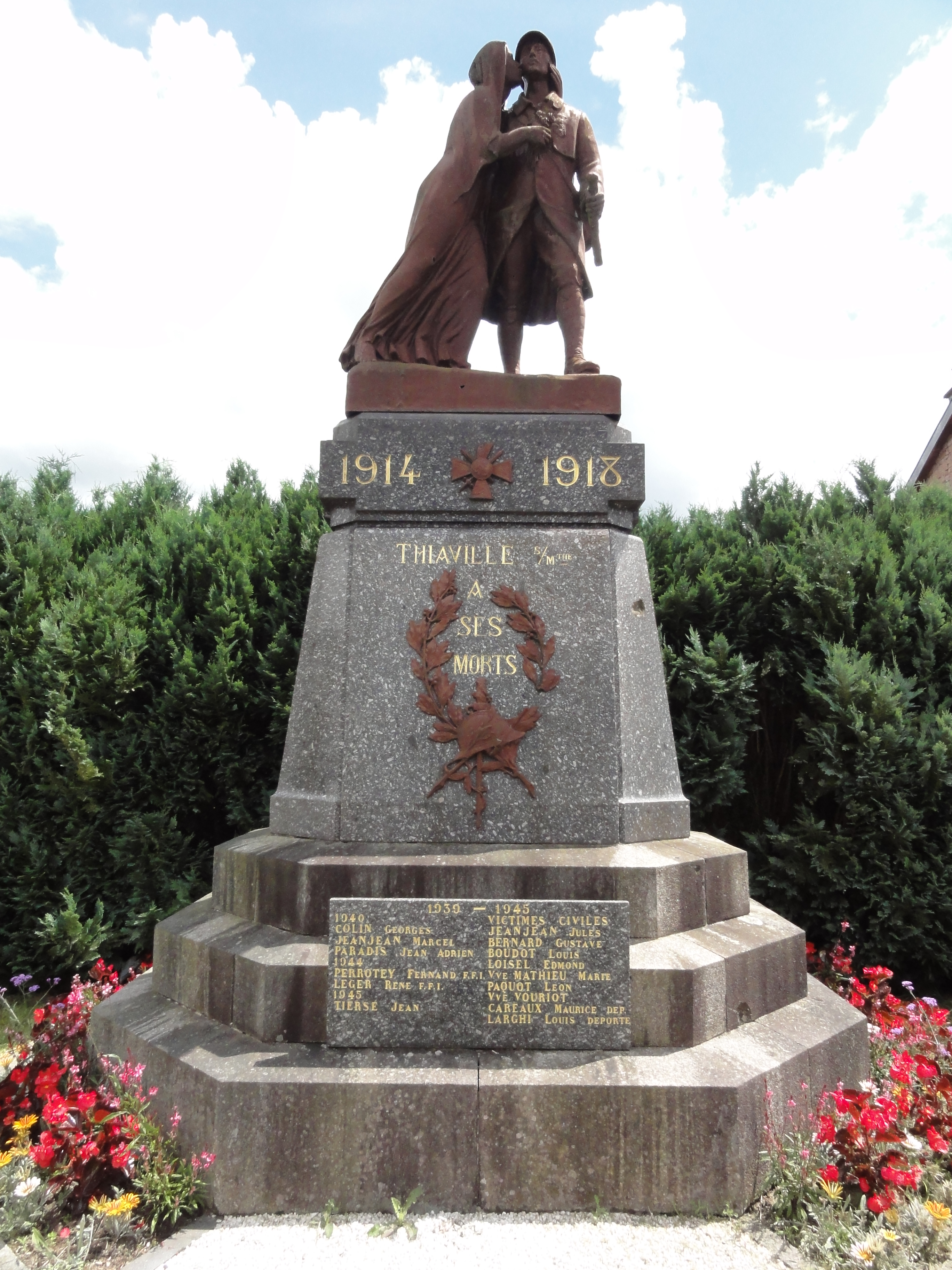
Monument aux morts.
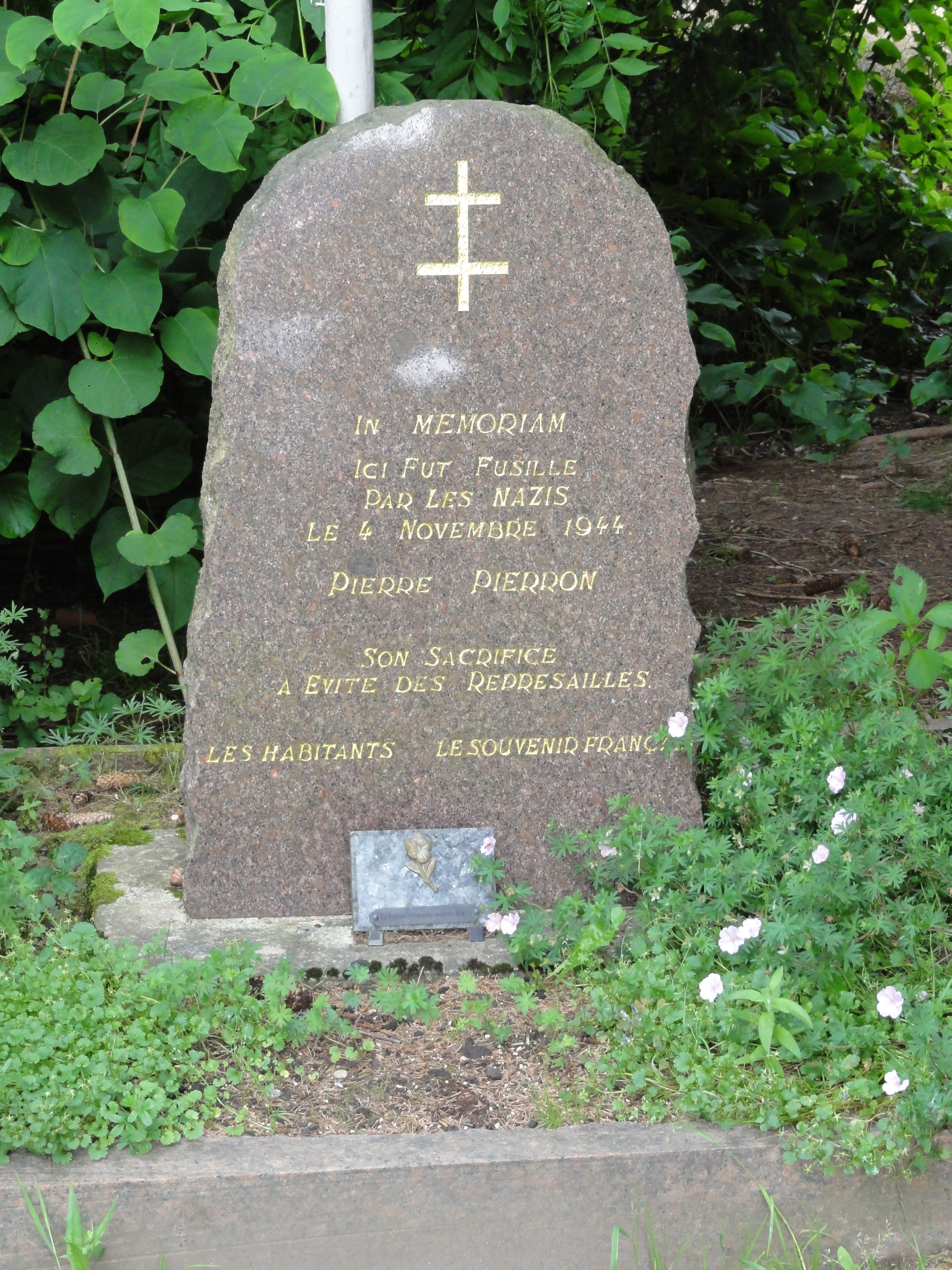
Mémorial Pierre Pierron.
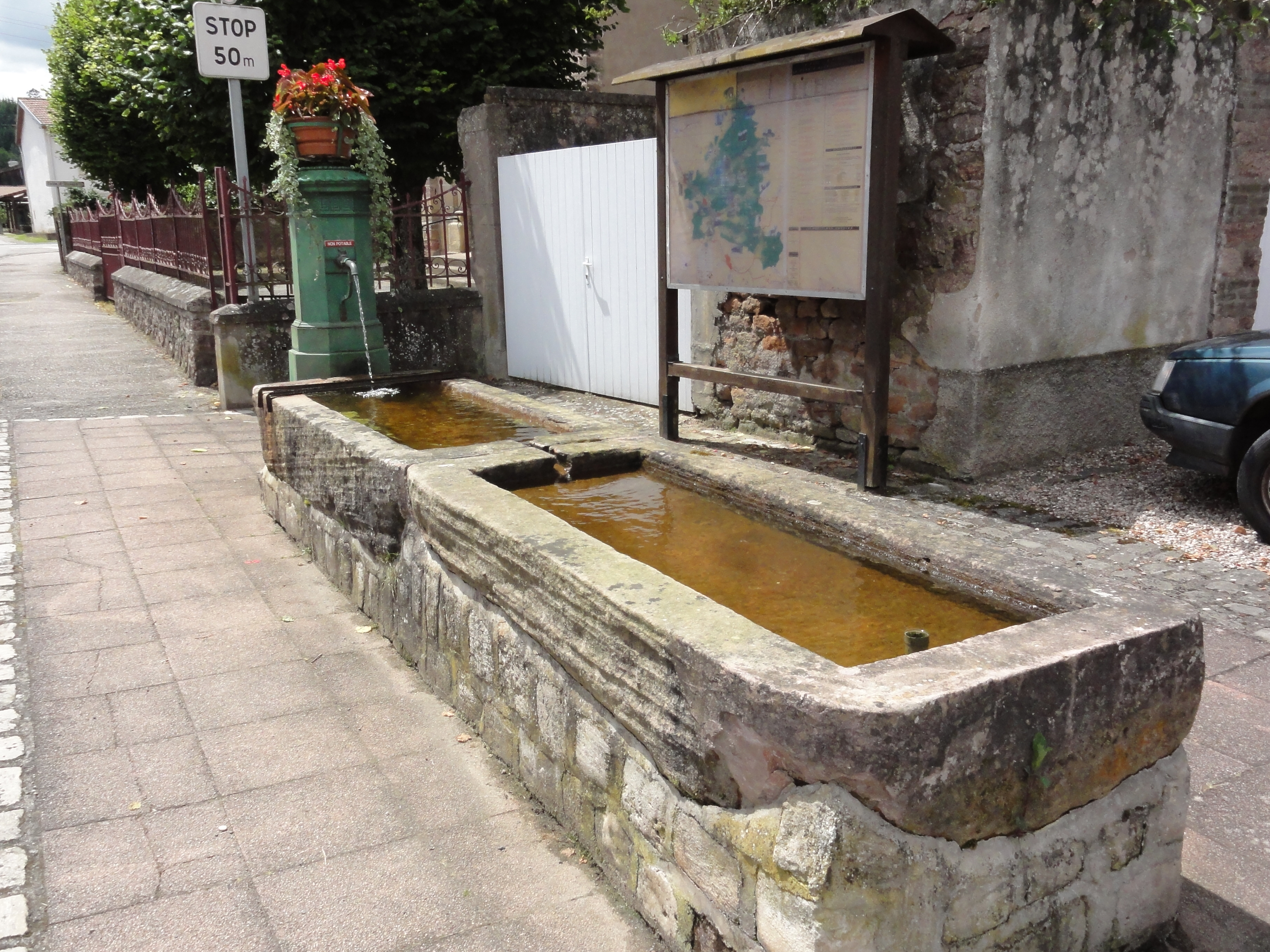
Fontaine.
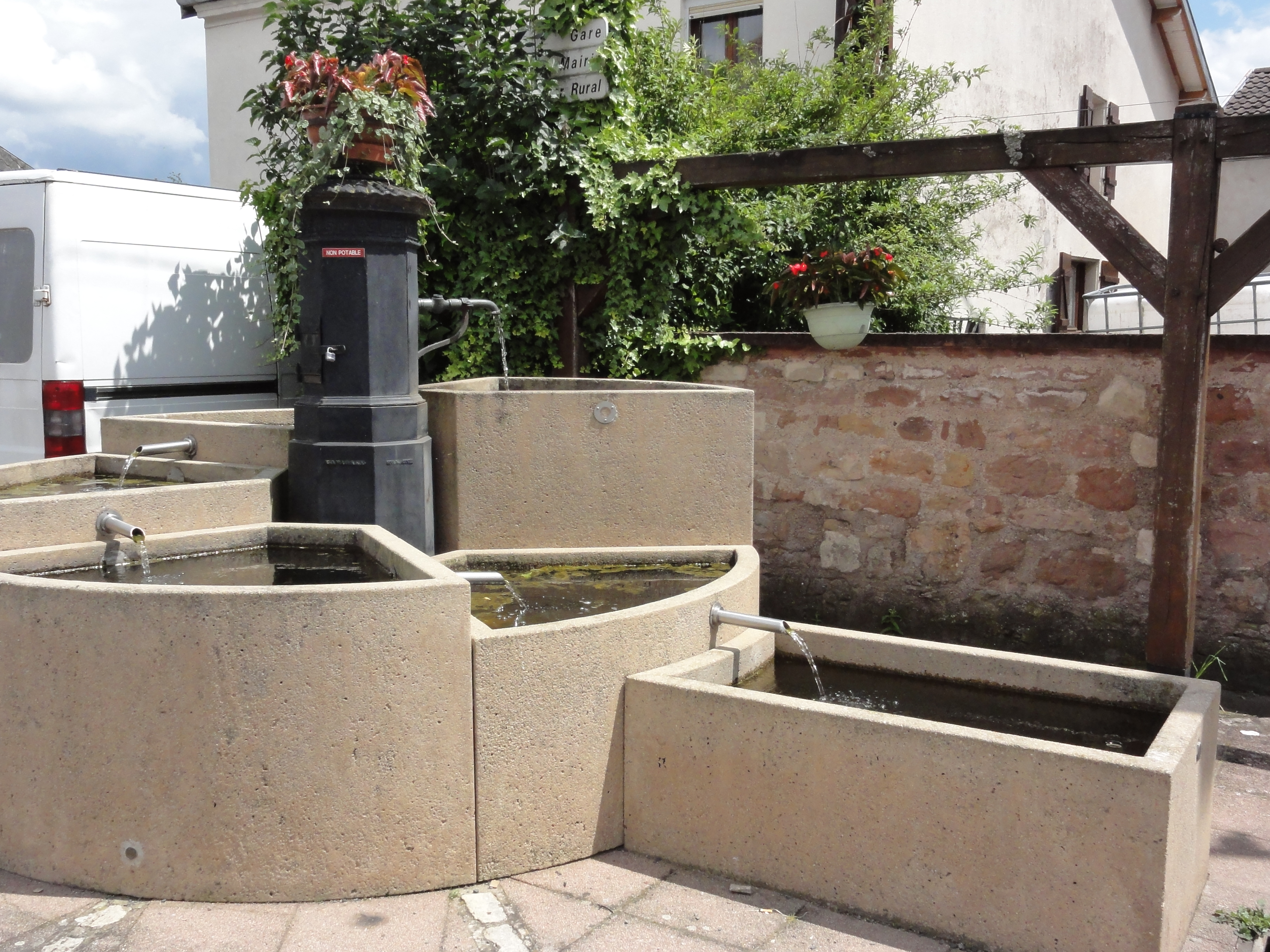
Fontaine.

### Personnalités liées à la commune
- Le général Joseph Paradis (1741-1824), né à Thiaville, l'un des premiers décorés dans le nouvel ordre de la Légion d'honneur créée par Napoléon.

### Héraldique
| Blason de Thiaville-sur-Meurthe | Blason  | Parti au 1° de sinople à la pointe d'or chargée d'une tour de sable ajourée d'argent, au 2° de gueules au dextrochère de carnation vêtu d'azur issant d'un nuage d'argent tenant une épée de même garnie d'or, flanquée de deux cailloux d'or ; sur le tout une rivière d'azur en pointe. |
| Blason de Thiaville-sur-Meurthe | Détails | Thiaville possédait un château dont il ne reste aucun vestige, ce n'est qu'une ombre, comme la tour de sable le représente. La commune est située dans une petite vallée qui s'enfonce dans une forêt épaisse (la pointe d'or sur champ de sinople). Comme ses voisines, elle dépendait de l'évêché de Metz (le dextrochère et les cailloux). Pour illustrer le nom complet de la commune, la rivière est figurée au bas de l'écu. C'est en 1978 que Thiaville a adopté ce blason. |